# 百花岩庄严禅寺
百花岩庄严禅寺，位于中国广东省揭阳市惠来县周田镇西瓜村，为惠来县的一个县级文物保护单位，类型为古建筑，公布时间为1983年。
百花岩庄严禅寺的历史年代为宋代。